# Dischidiopsis parasitica
Dischidiopsis parasitica är en oleanderväxtart som först beskrevs av Francisco Manuel Blanco, och fick sitt nu gällande namn av Elmer Drew Merrill. Dischidiopsis parasitica ingår i släktet Dischidiopsis och familjen oleanderväxter. Inga underarter finns listade i Catalogue of Life.